# 피그미주머니쥐속
피그미주머니쥐속(Cercartetus)은 캥거루목에 속하는 유대류 속으로 아주 작은 주머니쥐로 이루어져 있다. 4종을 포함하고 있으며, 꼬마주머니쥐과에 속한다. 학명 Cercaërtus은 Cercartetus의 오타 또는 이명이다. 그러나 Cercaërtus은 Trichosurus의 이명이지만, Cercartetus은 Trichosurus의 이명이 아니다. 국제보존협회(CI, Conservation International)와 인도네시아 과학기술연구원(LIPI, Lembaga Ilmu Pengetahuan Indonesia)은 2007년 6월, 포자산맥에서 피그미주머니쥐속에 속하는 신종을 발견했을 가능성에 대해 보고했다.

## 하위 분류
- 긴꼬리피그미주머니쥐 (Cercartetus caudatus)
- 서부피그미주머니쥐 또는 남서부피그미주머니쥐 (Cercartetus concinnus)
- 태즈메이니아피그미주머니쥐 (Cercartetus lepidus)
- 동부피그미주머니쥐 (Cercartetus nanus)